# 田守育啓
田守 育啓（たもり いくひろ、1946年 - 2021年6月8日）は、日本の言語学者。学位は、Ph.D.（言語学）。兵庫県立大学名誉教授。

## 年譜
- 1946年 大阪府に生まれる。
- 1969年 京都外国語大学（外国語学部 英米語学科）卒業。
- 1979年 南カリフォルニア大学大学院（文理学部 言語科学研究科 言語学）卒業。
- 1980年 大阪外語大学、大阪産業大学にて非常勤講師。
- 1981年 神戸商科大学商経学部にて助教授、1992年より教授。
- 2004年 兵庫県立大学経済学部教授。
- 2012年 兵庫県立大学経済学部名誉教授。

## プロフィール
オノマトペ研究の第一人者。擬音、擬態語などの日本語のルーツを探り、書籍等で紹介している。
専門分野は言語学で米国にて日本語の特殊な表現などを研究。その中で擬音、擬態語などオノマトペに興味を持ち、オノマトペに関する本を大衆向けに出している。例えば動物の鳴き声や物音あるいは状況や感情、表現を言葉であらわすオノマトペと言われる擬態語、擬音などの日米における共通点や相違などに着目した。2021年6月8日死去。叙正四位、瑞宝中綬章受章。
1998年、大学英語教育学会JACET学術賞受賞。
2012年　兵庫県知事より教育功労者表彰。
2012年　兵庫県立大学より功績賞受賞。

## 人物
英語に興味を持ち、大学で外国語学部 英米語学科を専攻するも、卒業後父の会社に就職。実業の世界には馴染めず語学への興味は捨て難く、結婚後留学を決意。ロサンゼルスにある南カリフォルニア大・言語学部に進むことになる。その半年後、カリフォルニア大学バークレー校から同学部に教授として着任した柴谷方良氏と出会うことになり、さらにその後、日本から留学生として同言語学部に来た影山太郎との出会いとなり、順調に博士号の学位を得て帰国後、その3人で共同で本の出版を行う事になる。帰国後は、上記経歴参照。

## 著書
- 『言語の構造－理論と分析－（音声・音韻編）』（共著）（1981）くろしお出版。
- 『言語の構造－理論と分析－（意味・統語編）』（共著）（1982）くろしお出版。
- 『日本語オノマトペの研究』（1991）神戸商科大学研究叢書XL　神戸商科大学経済研究所。
- 『オノマトペ－形態と意味－』日英語対照研究シリーズ（6）（共著）（1999）くろしお出版。
- 『オノマトペ　擬音・擬態語をたのしむ』シリーズ＜もっと知りたい！日本語＞（2002）岩波書店。
- 『賢治オノマトペの謎を解く』（2010）大修館書店。
- 『はじまりはオルソバ号から』（2017）パブフル。（Amazonのkindle版とPOD版）
- 『続はじまりはオルソバ号から』（2018）パブフル。（Amazonのkindle版とPOD版）
- 『Fateful Encounters with People and Events (English Edition)』(2019)パブフル。（Amazonのkindle版とPOD版）

## 編著書
- 『オノマトピア・擬音・擬態語の楽園』（共著）（1993）勁草書房。

## 事典
Dictionary of Iconic Expressions in Japanese (Trends in Linguistic Documentation　12)  
(coauthor) (1996) Mouton de Gruyter.

## 学位論文
*A Study of Japanese Adverbs (1979) Ph.D. dissertation, University of Southern California. 

## 論文
- “Case Marking and Aspectual Verbs in Japanese,” (1975) M.A. thesis, University of Southern California.
- “Japanese Whimperative,” (coauthor) (1975-76) Papers in Japanese Linguistics 4:13-53.
- “The Semantics and Syntax of the Japanese Gerundive and Infinitive Constructions,” (1976-77) Papers in Japanese Linguistics 5:307-360.
- “NP and Particle Deletion in Japanese,” (1977) Southern California Occasional Papers in Linguistics 5:243-263.
- “Cooccurrence Restrictions on Onomatopoeic Adverbs and Particles,” (1981) Papers in Japanese Linguistics 7:151-171.
- 「オノマトペ－音韻形態と語彙性」（1983）『人文論集』19-2:179-201　神戸商科大学。
- “Japanese Onomatopoeias: Manner Adverbs vs. Resultative Adverbs,” (1984) Jimbun Ronsｈu 20-2:163-178, Kobe University of Commerce.
- 「日本語オノマトペの派生語に関する一考察」（1986）『人文論集』21-3:204-225　神戸商科大学。
- “Japanese Onomatopes and Verbless Expressions,” (1988) Jimbun Ronshu 24-2:105-129, Kobe University of Commerce.
- 「オノマトペをめぐって」（1989）『月刊言語』18-11:32-37　大修館書店。
- “Expressiveness of Japanese and English Onomatopoeic Expressions,” (1990) Linguistic Fiesta:Festschrift for Professor Kakehi’s Sixtieth Birthday 287-306, Tokyo:Kuroshio.
- 「英語の等位WH疑問文について」（共著）（1991）『人文論集』26-3.4:279-291　神戸商科大学。
- “Palatalization in Japanese Mimetics: Response to Mester and Ito,” (coauthor) (1992) Language 68:139-148, Linguistic Society of America.
- “Japanese Palatalization,” (coauthor) (1992) Gengo Kenkyu 101:107-145, Linguistic Society of Japan.
- 「日本語の等位構造からの抜出について」（共著）（1993）『人文論集』28-2:99-113　神戸商科大学。
- 日本語オノマトペの音韻・形態的特徴」（1993）『月刊言語』22-6:70-78　大修館書店。
- 「日本語オノマトペの音韻的特徴」（1993）『オノマトピア・擬音・擬態語の楽園』1-15　勁草書房。
- 「日本語オノマトペの統語的特徴」（1993）『オノマトピア・擬音・擬態語の楽園』17-75　勁草書房。
- 「英語の叙述形容詞と等位構造に関する覚書」（共著）（1997）『人文論集』32-3:581-596　神戸商科大学。
- 「日本語オノマトペ－多様な音と様態の表現－」（1998）『日本音響学会誌』54-3:215-222　日本音響学会。
- 「日本語オノマトペの「語彙性」および「オノマトペ度」に関する実証的研究」（2000）　『人文論集』35-2.3:289-331　神戸商科大学。
- 「日本語の叙述形容詞と等位構造に関する覚書」（共著）（2000）『創立70周年記念論文集』473-483　神戸商科大学
- 「日本語オノマトペの音韻・形態的特徴に関する実証的研究」（2001）『人文論集』36-4:221-239　神戸商科大学。
- 「日本語オノマトペの語形成規則」（2001）『月刊言語』30-9:42-49　大修館書店。
- 「英語から派生した外来語に見られる音韻的・形態的・統語的・意味的変化」（2004）『人文論集』39-3.4:137-152　神戸商科大学。
- 「宮沢賢治のオノマトペ」（2004）『日本語の分析と言語類型』柴谷方良教授還暦記念論文集199-213　くろしお出版。
- 「ダイエットサプリメントのネーミングに見る商品名の構造分析」（2005）『人文論集』41-1:23-52　兵庫県立大学。
- 「カップラーメンの商品名に見られる語彙的・構造的特徴」（2008）『人文論集』42-1.2:1:44　兵庫県立大学。
- “Rhetorical Devices in Japanese Advertisements: Towards a Taxonomy,” (coauthor) (2008) Jimbun Ronshu 43-1.2:59-115, University of Hyogo.
- 「オノマトペの体系性」（2008）『國文学』特集おのまとぺ53.14:70-79。
- 宮澤賢治特有のオノマトペ－慣習的オノマトペから音韻変化により派生した非慣習的オノマトペ－」（2009）『人文論集』44-1.2:65-97　兵庫県立大学。
- 「宮澤賢治オノマトペ－賢治独特の非慣習的用法－」（2011）『人文論集』46:15-30　兵庫県立大学。
- 「商品名および店名・施設名に利用されているオノマトペ」（2012）『人文論集』47:49-70　　兵庫県立大学。